# Los Dirdir
Los Dirdir (The Dirdir) es una novela de ciencia ficción escrita por Jack Vance en 1969. Es el tercer libro de la serie  Ciclo de Tschai.

## Argumento
Adam Reith, Traz y Anacho salen de la tierra de los lokhar perseguidos por los dirdir, y, puesto que necesitan dinero para conseguir una nave, deciden ir a los Carabas, una peligrosa zona desértica en la que crecen los bulbos de los que se extraen los sequins, la moneda del planeta, pero que es parte del territorio de caza dirdir.
Reith decide probar una técnica propia, y en vez de buscar por las zonas habituales se esconden en un bosquecillo cercano a Khusz, campamento dirdir, y preparan una trampa para emboscar a las partidas de caza dirdir, y así matarles y quedarse con el botín que han recogido de sus presas. Con una considerable fortuna van a Sivishe, donde se encuentra el mayor espaciopuerto dirdir, y comienzan a comprar y ensamblar las piezas de una nave con la intermediación de Aila Woudiver, un corrupto y lascivo empresario.
A lo largo de tres meses, la construcción de la nave, supervisada por Deine Zarre, quedan casi concluidas, pero la tensión entre Reith y Woudiver ha ido creciendo, y este denuncia a Anacho como prófugo, por lo que es enviado a la Caja de Cristal, donde los dirdir cazan a los delincuentes. Gracias a un par de bombas, Reith y Traz consiguen sacarlo, y van al hangar para forzar a Woudiver a terminar, pero este les apresa y les acusa a los dirdir. Reith utiliza una tradición dirdir para pedir un juicio, y al ser hallado culpable, impugna el arbitraje, por lo que debe luchar contra el árbitro, al que vence, por lo que es perdonado.
- Datos: Q3222333